# Rezerwat przyrody Zabuże
Rezerwat przyrody Zabuże – leśny rezerwat przyrody położony w gminie Sarnaki (woj. mazowieckie), w pobliżu rzeki Bug. Znajduje się pomiędzy miejscowościami Zabuże, Stare Mierzwice i Stare Hołowczyce, na terenie Parku Krajobrazowego „Podlaski Przełom Bugu” oraz obszaru siedliskowego sieci Natura 2000 „Ostoja Nadbużańska” PLH140011. Zajmuje powierzchnię 33,15 ha. Od północy graniczy z rezerwatem „Mierzwice” oraz ze stanowiskiem dokumentacyjnym „Wychodnia głazów Mierzwice”.
Celem ochrony jest zachowanie starodrzewu dębowego pochodzenia naturalnego, występującego w zespole o charakterze grądu, interesujących form geomorfologicznych oraz stanowisk wielu gatunków roślin rzadkich i chronionych, jak też bogatej awifauny.
Krajobraz rezerwatu urozmaicają głębokie wąwozy i głazy narzutowe. Z gatunków objętych ochroną gatunkową występują tu między innymi: orlik pospolity, gnieźnik leśny, tajęża jednostronna, pluskwica europejska, pomocnik baldaszkowy.
Przez teren rezerwatów „Zabuże” i „Mierzwice” przebiega szlak pieszy.